# Pleasant Hills, Ohio
Pleasant Hills är en ort i Hamilton County i delstaten Ohio, USA.